# Rasa de Torredeflot
La Rasa de Torredeflot és un torrent afluent per la dreta del Riu Negre, al Solsonès.
Neix a uns 150 m. a ponent de la Caseta de les Monges. Amb direcció predominant cap a l'oest, s'escola per la vall que s'obre entre les masies de Torredeflot (al vessant nord) i Gelabert (al vessant sud). Desguassa al Riu Negre a 586 msnm i a uns 3 km aigües avall de la confluència d'aquest amb la Rasa.

## Termes municipals que travessa
Des del seu naixement, la Rasa de Torredeflot passa successivament pels següents termes municipals.
|                                      | Longitud (en m.) | % del recorregut |
| ------------------------------------ | ---------------- | ---------------- |
| Per l'interior del municipi d'Olius  | 1.188            | 45,64%           |
| Per l'interior del municipi de Riner | 1.415            | 54,36%           |

## Perfil del seu curs
| Recorregut (en m.) | Altitud (en m.) | Pendent |
| ------------------ | --------------- | ------- |
| 0                  | 758             | -       |
| 250                | 739             | 7,6%    |
| 500                | 726             | 5,2%    |
| 750                | 704             | 8,8%    |
| 1.000              | 689             | 6,0%    |
| 1.250              | 674             | 6,0%    |
| 1.500              | 663             | 4,4%    |
| 1.750              | 645             | 7,2%    |
| 2.000              | 624             | 8,4%    |
| 2.250              | 611             | 5,2%    |
| 2.594              | 586             | 9,6%    |

## Xarxa hidrogràfica
La xarxa hidrogràfica de la Rasa de Torredeflot està integrada per un total de 6 cursos fluvials dels quals 4 són subsidiaris de 1r nivell i 1 ho és de 2n nivell. La totalitat de la xarxa suma una longitud de 4.723 m.